# جيفري غولدستون
جيفري غولدستون (بالإنجليزية: Jeffrey Goldstone) (و. 1933 – م) هو فيزيائي من المملكة المتحدة . ولد في مانشستر .
وهو عضواً في الجمعية الملكية، والجمعية الفيزيائية الأمريكية، والأكاديمية الأمريكية للفنون والعلوم .

## التعليم
تعلم في مدرسة مانشستر للقواعد ‏

## مناصب وهيئات
أدار معهد ماساتشوستس للتكنولوجيا.

## جوائز
حصل على جوائز منها:
- ميدالية ديريك (1991)
- جائزة داني هينمان للفيزياء الرياضية (1981)
- زمالة الجمعية الملكية.